# Le Mari, la Femme et la Mort
Le Mari, la Femme et la Mort est une pièce de théâtre d'André Roussin créée en 1954. 
Elle est diffusée pour la première fois à la télévision française, le 17 décembre 1970 sur La première chaîne de l'ORTF dans le cadre de l'émission Au théâtre ce soir.

## Argument
Arlette a décidé d'éliminer son mari Sébastien. Son frère, récemment sorti de prison, refuse la proposition de sa sœur de le tuer. Elle engage un dénommé Percier pour cette sinistre tâche. Mais ce dernier échoue...

## Fiche technique
- Auteur : André Roussin
- Mise en Scène : Raymond Rouleau
- Réalisation : Pierre Sabbagh
- Décors : Roger Harth
- Costumes : Donald Cardwell
- Direction de la scène : Edward Sanderson
- Directeur de la photographie : Lucien Billard
- Script : Yvette Boussard
- Script assistant : Guy Mauplot
- Date et lieu d'enregistrement : 16 mai 1970 au théâtre Marigny

## Distribution
- Bernard Blier : Sébastien
- Jacqueline Gauthier : Arlette
- Denise Grey : Julie, la voisine
- Claude Nicot : Kiki, le frère d'Arlette
- Harry-Max : Percier, le "satyre"

## Reprise de 1987
- Jacques Morel : Sébastien
- Catherine Rouvel : Arlette
- Monique Delaroche : Julie, la voisine
- Gérard Darier : Kiki
- Charles Capezzali : Percier, le "satyre"
  - Mise en scène : Francis Joffo
  - Décors : Gérard Keryse
  - Théâtre de la Renaissance, Tournée Karsenty
  - Spectacle enregistré sur DVD chez L.C.J. dans la collection "Au Théâtre"